# أندريه ميديشي
أندريه ميديشي هو اقتصادي برازيلي، ولد في 28 فبراير 1956.